# Lappula semialata
Lappula semialata är en strävbladig växtart som beskrevs av Mikhail Grigoríevič Popov. Lappula semialata ingår i släktet piggfrön, och familjen strävbladiga växter. Inga underarter finns listade i Catalogue of Life.